# Bernhard Reitshammer
Bernhard Reitshammer (17 juni 1994) is een Oostenrijkse zwemmer. Hij nam deel aan de Olympische Zomerspelen 2020 in Tokio en aan de Spelen van Parijs in 2024. Reitshammer won medailles op zowel het EK langebaan als het EK kortebaan.